# Demanda Marshalliana
La demanda Marshalliana o función de demanda Marshalliana, en el contexto de la teoría del consumidor, es una función de demanda que relaciona los precios y cantidades demandadas de un bien, ante variaciones de los precios relativos y el ingreso real del individuo; bajo esta lógica, la demanda marshalliana tiene en cuenta tanto el efecto renta como el efecto sustitución, asumiendo por cierto que resuelve perfectamente el problema de maximización de la utilidad. Esta demanda es denominada a veces demanda Walrasiana o función de demanda no compensada, debido a que el análisis original Marshalliano ignoró el efecto riqueza. Fue nombrada en honor del economista inglés Alfred Marshall (1842 – 1924).
De acuerdo al problema de maximización de la utilidad, existen L bienes con p precios; el consumidor tiene w riqueza, y por lo tanto, un conjunto de canastas accesibles.

{\displaystyle B(p,w)=\{x:\langle p,x\rangle \leq w\}}

donde {\displaystyle \langle p,x\rangle } es el producto de los precios y cantidad de bienes. El consumidor tiene una función de utilidad de la forma:

{\displaystyle u:{\textbf {R}}_{+}^{L}\rightarrow {\textbf {R}}}.

En consecuencia la función de demanda Marshalliana se define de la siguiente manera:

{\displaystyle x^{*}(p,w)=\operatorname {argmax} _{x\in B(p,w)}u(x)}.

Si hay una única combinación maximizadora de utilidad para cada precio y riqueza dada, entonces esta se denomina como la función de demanda Marshalliana.